# Okręt obrony przeciwminowej
Okręt obrony przeciwminowej – okręt z grupy okrętów specjalnych przeznaczony do wykrywania i zwalczania min, a także przeprowadzania jednostek przez zagrody minowe i pełnienia dozoru minowego. 
Do okrętów obrony przeciwminowej zaliczają się:
- niszczyciele min;
- trałowce:
  - morskie;
  - bazowe;
  - redowe;
  - rzeczne;
- kutry
  - kutry trałowe;
  - obserwacji przeciwminowej.